# 赤十字醫院前停留場
赤十字醫院前停留場（日语：／ Seki-Jūjibyōin-mae teiryūjō */?）是位於日本愛媛縣松山市的路面電車車站，隸屬於伊予鐵道，車站編號為14。1927年至1944年曾在同地設置「練兵場前停留場」，1947年重置並改用現時名稱
。

## 所屬路線
- 伊予鐵道

松山市內線（城北線）
■1號線（環狀線下行—順時針方向）
■2號線（環狀線上行—逆時針方向）

## 車站結構
本路段為單線路段，採用非對應側式月台2座（千鳥式月台），以配合雙線路軌採用左側乘降的安排，亦可將不同乘車方向的乘客分開。有效長度只足夠為1輛電車停靠。現時月台位置是1978年時經過改動過，設置於橫越平交道後，但復站時的月台安排，則是設置於橫越平交道前。
北側月台中央部份因與松山赤十字醫院的停車場胋近，可直接由停車場入站，亦可從平交道的月台末端進入，月台前端設有2張候車座椅，並加設有圍欄及上蓋；南側月台則靠近馬路，只設有加上背面圍版的上蓋，兩側的月台外圍並沒有加裝欄杆，也沒有裝設候車座椅。。

### 月台配置
| 月台 | 路線        | 目的地             |
| ---- | ----------- | ------------------ |
| 1    | ■1號線 環狀 | 上一萬、大街道方向 |
| 2    | ■2號線 環狀 | 木屋町、古町方向   |

## 歷史
- 1927年4月3日：開業，站名稱為「練兵場前停留場」。
- 1944年3月6日：廢站。
- 1947年8月1日：車站復活，改稱為「赤十字醫院前停留場」。
- 1978年：更改兩邊月台位置。

## 相鄰停留場
伊予鐵道
城北線
鐵砲町（13）－赤十字醫院前（14）－平和通一丁目（15）